# Panther Packaging
Die Panther-Gruppe ist ein Verpackungsunternehmen, das sich auf die Herstellung und Weiterverarbeitung von Wellpappe spezialisiert hat. Das Leistungsspektrum umfasst Wellpappe, Verpackungen, Displays, Druck und Services. Der Unternehmenshauptsitz ist seit 1961 in Tornesch bei Hamburg. Das Unternehmen beliefert Kunden europaweit.

## Geschichte
In Altona begann 1902 die Altonaer Wellpappenfabrik GmbH, gegründet von Wilhelm Landmann, mit der Produktion von Wellpappe. 1930 wurde der Pantherkopf als Marke zusammen mit dem Slogan „Urkraft, stark und elastisch“ eingetragen. Während des Zweiten Weltkrieges wurde die Fabrik nahezu zerstört. 1945 begann der Wiederaufbau unter der Leitung von Fritz Landmann. Seit 1961 ist der Sitz der Altonaer Wellpappenfabrik in Tornesch bei Hamburg. Durch die Übernahme der Wepoba Wellpappenfabrik in Berlin und der Südwestkarton in Illingen (Württemberg) wuchs das Unternehmen zwischen 1967 und 1976 weiter.
In den 1980er-Jahren übernahm Horst Hilmer die Anteile der Unternehmensgruppe und machte die „Panther Wellpappen- und Papierfabriken“ unter dem Namen Panther Packaging  zur Muttergesellschaft aller dezentral geführten Werke. Im Jahr 2002 kam die Firma „Otto Kriegsch Display“ zur Unternehmensgruppe dazu. Im Jahr 2004 wurde sie in „Panther Display“ umbenannt. 2004 verlegte die Wepoba Wellpappenfabrik ihren Sitz von Berlin-Spandau nach Wustermark in Brandenburg. Im Jahr 2010 wurde dort „Panther Print“ gegründet, das Vordruckpapiere herstellt.
2018 beteiligte sich Panther Packaging mehrheitlich an der WS Coswiger Wellpappe- und Papierverarbeitung GmbH mit Sitz in Coswig (Anhalt). Aktuell zählen 10 Unternehmen an 5 Standorten zur Panther-Gruppe.

## Unternehmen
Die Gruppe produziert verschiedene Wellenarten und bietet Verpackungs-, System-, Prozess- und Druckberatung und -entwicklung, Transportverpackungen und Displays auch aus Holz und Metall an. Darüber hinaus werden verschiedene Druckverfahren für Voll- und Wellpappe (z. B. Flexo-Preprint, Offsetdruck, Flexo-Postprint), Lackierungen und andere Services angeboten. Co-Packing, Konfektionierungen, Logistik und ein spezieller Service für die pharmazeutische und kosmetische Industrie sind weitere Sparten.

## Standorte
Standorte
- Panther Packaging GmbH & Co. KG, Tornesch (bei Hamburg)
- Altonaer Wellpappenfabrik GmbH & Co. KG, Tornesch
- Panther Cargo GmbH, Tornesch
- Südwestkarton GmbH & Co. KG, Illingen (Württemberg)
- Print-Pack GmbH & Co. KG, Illingen
- Wepoba Wellpappenfabrik GmbH & Co. KG, Wustermark (Berlin-Brandenburg)
- Panther Display GmbH & Co. KG, Wustermark
- Panther Print GmbH, Wustermark
- RRK Wellpappenfabrik GmbH & Co. KG, Bottrop
- WS Coswiger Wellpappen- und Papierverarbeitung GmbH, Coswig (Anhalt)

## Auszeichnungen
Die Panther-Gruppe hat mehrfach den Deutschen Verpackungspreis und den World Star für verschiedene Displays erhalten. Ebenfalls erhielt die Wepoba Wellpappenfabrik 2018 den brandenburgischen Ausbildungspreis für ihr Engagement als Ausbildungsbetrieb. 2023 wurde die WS Coswiger Wellpappe- und Papierverarbeitung GmbH von der IHK als Top-Ausbildungsbetrieb ausgezeichnet.

## Stiftungsinitiative
1973 verstarben Fritz Landmann, der Sohn des Gründers und seine Gattin. Das Vermögen des Ehepaars fließt in die kurz zuvor gegründete Fritz-Landmann-Stiftung ein, die sich der Aus- und Weiterbildung junger Menschen auf dem Papier- und Verpackungssektor widmet. Die Stiftung erbaute zwei Internate in Nord- und Süddeutschland als überbetriebliche Ausbildungseinrichtungen. Außerdem werden Laboreinrichtungen und Forschungsprojekte finanziert und gefördert. Für diese Zwecke hat die Stiftung rund 11 Millionen Euro gespendet.

## Belege
1. ↑  http://www.fritzlandmannstiftung.de/html/engagement.html

Koordinaten: 53° 41′ 39,2″ N, 9° 43′ 14,4″ O